# Rothschildia orizaba
Rothschildia orizaba is een vlinder uit de onderfamilie Saturniinae van de familie nachtpauwogen (Saturniidae).
De wetenschappelijke naam van de soort is, als Attacus orizaba, voor het eerst geldig gepubliceerd door John Obadiah Westwood in 1854.

## Synoniemen
- Rothschildia ochracea Draudt, 1929
- Rothschildia prionidia Draudt, 1929
- Rothschildia paradoxa Hoffmann, 1942

## Ondersoorten
- Rothschildia orizaba orizaba
- Rothschildia orizaba cauca Rothschild, 1907
- Rothschildia orizaba oroaxacana Brechlin & Meister, 2013[2]
  - holotype: "male. 26-31.VIII.2011. leg. V. Sinjaev & O. Romanov. Barcode: BC-RBP 7030"
  - instituut: MWM, München, Duitsland
  - typelocatie: "Mexico, Est. Oaxaca, 27 km. 9° (NE) Huatulco, near Finca Monte-Carlo, 15°59.6'N, 96°06.3'W, 890 m"
- Rothschildia orizaba verapaziana Brechlin & Meister, 2012[3]
  - holotype: "male. 4-5.VII.2001. Barcode: BC-RBP 3949"
  - instituut: MWM, München, Duitsland
  - typelocatie: "Guatemala, Alta Veracruz, Coban, 50 km. N of Finca Campar, 520 m., 15°39'57"N, 90°28'74"W"